# Lina Inverse
Lina Inverse ( リナ＝インバース?, Rina Inbāsu), conosciuta in italiano anche come Rina Inverse (in seguito al doppiaggio Mediaset) è la protagonista della serie Slayers (il titolo dell'anime fu cambiato da Mediaset in Un incantesimo dischiuso tra i petali del tempo per Rina), di genere fantasy. È una giovanissima maga guerriera specializzata in magia nera e del caos, anche se conosce altri tipi di magia.
In genere viaggia in compagnia di Gourry Gabriev (Guido nel doppiaggio Mediaset) o di Naga del Serpente (nei film e negli OAV).

## Personaggio

Copertina del primo volume dell'edizione italiana del manga Slayers, raffigurante Lina e Gourry

Lina è la protagonista indiscussa della serie: la troviamo nei manga, nei romanzi, nell'anime, nei film e nei videogiochi relativi alla serie. All'inizio della storia ha circa 15 anni e viaggia da sola alla scoperta del mondo. Al contrario di quanto può sembrare, Lina non è la classica eroina amante della giustizia che vuole salvare il mondo, pensa infatti solo a se stessa e al proprio tornaconto ma, per un motivo o per un altro, si ritrova a compiere opere di bene. Irascibile, permalosa e a volte anche presuntuosa, in fondo ha il cuore tenero e un animo sensibile, anche se nasconde sempre questo lato della sua personalità.
Lina è nata a Zephilia dove i suoi genitori gestivano una drogheria. Suo padre è un ex-mercenario, sua madre una ex-maga. Secondo quello dichiarato da Kanzaka, i nonni di Lina sono morti prima della sua nascita. Sua sorella maggiore, Luna Inverse, è Cavaliere di Ceipheed e lavora part-time come cameriera. Lina è terrorizzata da sua sorella, e ha tutte le ragioni di esserlo. Quando era più piccola, Lina voleva guadagnare qualche soldo, così si mise a vendere proiezioni di Luna mentre faceva il bagno, e come risultato, Luna la punì. Si dice che Lina ha iniziato ad esercitarsi per diventare maga a causa del complesso di inferiorità nei confronti della sorella. Tuttavia, Luna fu quella che suggerì a Lina di andar via ed esplorare il mondo. Quando ciò accadde, Lina aveva solo 12 anni.
Le tre cose che più ama sono i soldi, la magia e il cibo: cerca di racimolare sempre e in ogni dove tesori di ogni dimensione e per farlo aggredisce bande di briganti, per poi rubargli quello che loro avevano rubato in precedenza. Questo le frutta il soprannome di touzeku koroshi (Sterminatrice di ladri). Per quanto riguarda il cibo, la vediamo costantemente raziare i ristoranti più rinomati di ogni città che visita e ingozzarsi con centinaia di portate in poco tempo. Ma la cosa a cui più ambisce è diventare la migliore maga del mondo e imparare sempre nuove formule di magia nera, di cui lei è già esperta.
Le sue più grandi paure sono la sorella maggiore, Luna Inverse, e le lumache.

## Principali relazioni
Gourry Gabriev è il primo dei personaggi principali in cui Lina si imbatte nell'anime: il biondo spadaccino, vedendo la ragazza circondata da banditi, incorre in suo soccorso credendola una damigella indifesa. In realtà è stata la ragazza stessa ad attaccare la banda per prima, appropriandosi del loro tesoro. Accortosi che lei non è affatto una "giovane avvenente", si convince che Lina abbia perso i genitori e decide di accompagnarla presso la vicina città. Il loro rapporto iniziale è quindi quello di protettore e protetta, nonostante la maga cerchi di mostrargli costantemente il suo potenziale magico. Inoltre Lina spera di potergli sottrarre un giorno la leggendaria Hikari no Ken (Spada di Luce), una famosa arma appartenente alla famiglia dello spadaccino. Nascerà un forte legame di amicizia e, nonostante la ragazza fatichi ad ammetterlo, e ad oggi non c'è stata ancora alcuna dichiarazione verbale, è nato qualcosa di più profondo tra loro.
Successivamente incontra Zelgadis, che vuole impossessarsi della statua in orihalcon rubata dalla maga durante la primissima puntata. La sua figura cambia da nemico ad alleato di Lina, dopo aver compreso i diabolici piani del Monaco Rezo: egli aveva commissionato il recupero dell'artefatto al ragazzo, facendo credere alla maga che si trattasse di un nemico e fosse invece il Monaco il vero benefattore della situazione. Zelgadis salverà Lina dalle grinfie degli scagnozzi di Rezo, per poi allearsi al suo fianco nella battaglia contro lo stesso. I due nutrono un profondo rispetto ed amicizia l'un per l'altra, anche se spesso il carattere prepotente di Lina e la predilezione all'uso di tattiche diverse li portano a scegliere strade diverse e/o contrastanti.
Nella seconda parte della prima serie, Lina incontra Amelia, figlia del futuro sovrano di Saillune. Inizialmente la principessa vede la maga come un idolo da imitare, al punto da voler imparare a tutti i costi il potente incantesimo Dragon Slave dopo averglielo visto usare contro alcuni nemici. Lina cerca di dissuaderla con le buone e le cattive, facendole credere di esser diventata la sua allieva e ordinandole assurdi esercizi. Una volta scoperto lo spaventoso potenziale distruttivo del Dragon Slave, Amelia smette di idolatrare Lina come modello da imitare ma, piuttosto, inizia una profonda amicizia in cui non mancano i battibecchi e i dispetti.
Introdotto nella seconda stagione, il mazoku Xellos (in italiano Zeros) si presenta al gruppo come aiuto nella ricerca del sacro testo di magia Claire Bible. Inviato in realtà dal Signore del Inferi Fibrizio, il suo ruolo cambia spesso da nemico ad aiutante, ovviamente per scopi a favore della razza demoniaca. Il suo rapporto con Lina è comunque rispettoso, nonostante non si possa definirli totalmente amici. Lina semina il caos ovunque cammini e Xellos approfitta spesso di queste situazioni, provocandola e prendendosi gioco di lei. Comunque la maga ha un certo livello di fiducia in lui poiché, come lei stessa afferma, Xellos può dire mezze verità ma non mente mai.
Un'altra principale interazione è presente nei romanzi brevi, nei film e cortometraggi con Naga del Serpente Bianco. Anch'ella maga, afferma di essere la più grande rivale di Lina e per certi versi non è tanto distante dalla realtà: entrambe hanno un simile potenziale magico e la stessa avidità, anche se purtroppo il carattere della nuova arrivata la porta spesso a soccombere alle magie di Lina. La ragazza, d'altro canto, non sopporta la sua presenza estenuante e il suo continuo ricordarle le sue modeste forme fisiche. Lina si riferisce a lei come "quell'altra" o la sua spalla, nei romanzi arriva perfino ad appellarla come le feci dei pesci rossi o delle sirene, ovvero una cosa così inutile che nessuno dovrebbe preoccuparsene, se c'è o non c'è. Nonostante questo, spesso collaborano per sconfiggere i nemici più potenti e ne escono vittoriose assieme. È un personaggio di forte impatto per la crescita della maga considerando che le loro avventure sono precedenti all'anime e ai romanzi principali.

## Altre versioni
Nell'universo di Slayers esistono diversi cloni di Lina Inverse:
- In Slayers Special (vol. 7) e nel cortometraggio Specchio Specchio, Lina e Naga si avventurano alla ricerca dello Shadow Reflector, uno specchio magico in grado di creare un'esatta copia di chi viene riflesso, sia nell'aspetto che nelle capacità. Il mago che attualmente lo possiede crede di poterlo usare per creare un esercito di potenti cloni e conquistare il mondo; purtroppo anche il carattere viene specchiato, rovinando così i suoi piani e regalando al mondo una Lina pacifista e una Naga piagnucolona, con estremo disgusto delle due protagoniste. Nel romanzo e nell'adattamento manga dell'episodio, la rottura dello specchio porta alla creazione di centinaia di cloni buoni che popolerà un villaggio sperduto, mentre nella versione animata i cloni rimangono due e vengono abbandonati lungo la strada.
- Nella prima stagione della serie TV, Lina e Gourry si prestano come donatori per un esperimento di clonazione, con il risultato della creazione di numerosi mini-cloni super deformed. I due gruppi di piccole creature si scontra e le mini Lina vincono sui mini Gourry, per poi scomparire tutti assieme per sempre.
- Un'ulteriore versione di Lina è presente nel film Slayers Great dove la ragazza e la compagna Naga si scontrano all'interno di giganteschi golem raffiguranti loro stesse, creati da rinomati costruttori. La versione di Lina, nonostante la ragazza la immaginasse alta e formosa, è una specie di grande giocattolo gommoso e grazioso chiamato Piko-Piko Lina-chan. Il golem verrà parzialmente distrutto alla fine della lotta delle due maghe ma, per qualche motivo sconosciuto, continuerà a muoversi anche dopo la distruzione del nucleo centrale dove risiedeva Lina.
- Altre Lina si possono incontrare nel gioco per Super Famicom Slayers e in Slayers Royal 2.

## Accoglienza

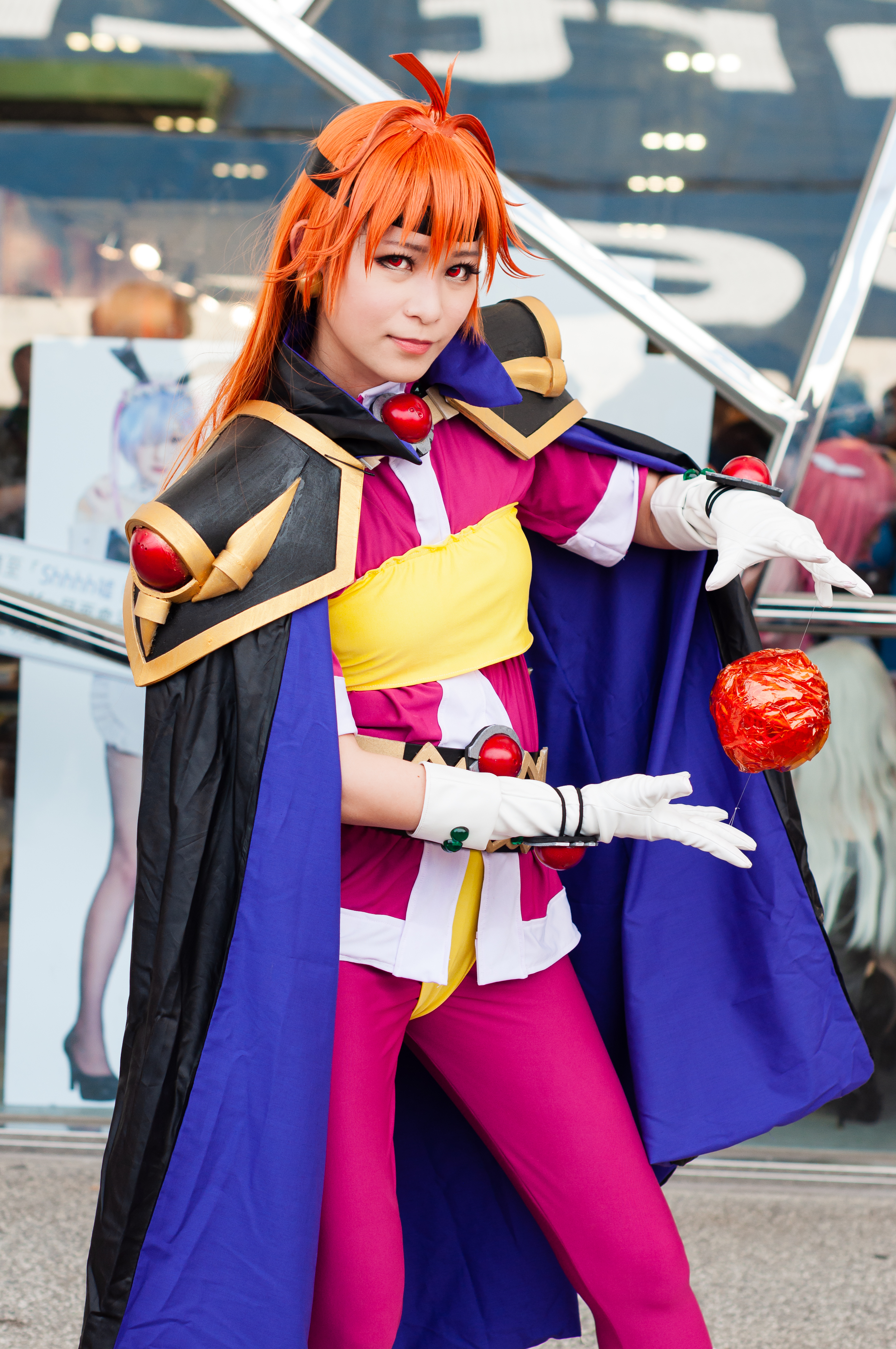
Cosplayer di Lina nel 2019

Lina Inverse è diventata un personaggio popolare e apprezzato dalla critica specializzata sia in Giappone che all'estero, nel 1999, il giornalista Dave Halverson definì Lina e Naga di Slayers come "due delle stelle più brillanti del [medium] anime sia in Giappone che negli Stati Uniti". Lina vinse il premio Anime Grand Prix 1998 della rivista Animage come miglior personaggio femminile del 1997, arrivò al secondo posto nell'edizione del 1997 (dietro a Rei Ayanami, altro personaggio doppiato sempre da Megumi Hayashibara), mentre si classificò al quarto nel 1996 e all'ottavo nel 1999. Nel 2000, ha vinto il miglior voto popolare della testata Dragon Magazine in due categorie, dove in una di queste si piazzò al primo posto come miglior eroina. Nel 2004, i lettori della rivista giapponese Animedia l'hanno votata come settimo personaggio femminile più popolare degli Animedia 23rd Anniversary Anime Awards. Retrospettivamente, la rivista Famitsū l'ha classificata come la quindicesima eroina più famosa degli anime degli anni '90.
Lina è stata inclusa anche in molte liste di siti web del settore anime e manga. Ad esempio, Citlin Donovan di The Mary Sue l'ha inclusa tra le "Sei protagoniste degli anime shōnen" mentre Jamaica dela Cruz di SBS PopAsia l'ha nominata come la migliore nella lista "la femmina anime più cattiva". Lynzee Loveridge di Anime News Network ha messo "Lina Inverse e compagnia" al secondo posto della categoria "Party fantasy tradizionali", mentre Gia Manry dello stesso sito web l'ha classificata prima tra tutti i personaggi degli anime "I buoni più facili da fare arrabbiare", inoltre venne classificata seconda nelle liste "Distruttori della quarta parete" e "Eroi più distruttivi". Da allora è rimasta uno dei ruoli più noti della doppiatrice Hayashibara. Inoltre la doppiatrice italiana del personaggio, Emanuela Pacotto, ha affermato che è stato il personaggio che si è divertita di più a doppiare nel corso della sua carriera.
Nel 2016 il sito Charapedia ha stilato una classifica delle ragazze magiche più attraenti degli anime e Lina si è piazzata tredicesimo posto.

### Influenza culturale
La popolarità del personaggio ha portato a farle compiere diversi cameo in altri media, tra cui nel gioco di ruolo Ironclaw (un omaggio in stile fangame presente sulla copertina della prima edizione, dove appare insieme a Naga), nel videogioco Shadow Warrior (dove è presente un poster ritraente il personaggio) e nel primo episodio della serie anime Full Metal Panic! (dove viene mostrata su una copertina di Dragon Magazine. I protagonisti della miniserie anime del 2002 Cosplay Complex, Chako e Reika, si vestono da Naga e Lina nel terzo episodio, inoltre sempre Lina e Naga compiono un breve cameo nella serie a fumetti francese Les Légendaires Origines del 2014.
Altri cameo del personaggio avvengono nell'episodio 12 di Lost Universe (altra opera di Hajime Kanzaka, autore di Slayers), dove all'interno di un locale è presente una bottiglia raffigurante l'immagine di Lina e nell'episodio 2 di Okaa-san Online dove appare come immagine in mente al protagonista Masato prima di reclutare Wise all'interno del suo gruppo.
Un personaggio ispirato a Lina è presente nella mod di Warcraft III chiamato Defense of the Ancients e prende il nome di Lina Inverse, per poi divenire semplicemente Lina in Dota 2. Alcuni incantesimi condividono il nome con quelli dell'universo di Slayers, quali il Dragon Slave, il Laguna Blade e il Light Strike Array (Explosion Array nella versione inglese dell'anime, in origine Dill Brand e tradotto in italiano come Tempesta di Roccia). Lina e il suo Dragon Slave vengono parodiati nell'episodio 4 nella serie anime del 2012 Chūnibyō demo koi ga shitai! e (nell'episodio 4) e in uno dei primi episodi della terza stagione di Marco e Star contro le forze del male (durante La battaglia di Mewni).
Oltre a ciò è uno dei personaggi giocabili nel videogioco di ruolo crossover Heroes Phantasia. In Granblue Fantasy è uno dei personaggi giocabili nel team dal 26 gennaio 2016. Inoltre Lina è presente come parte del cast del videogioco crossover Fantasia Re:Build come uno dei personaggi giocabili.
Compare anche nel gioco di carte Slayers Fight.